# Diores salisburyensis
Diores salisburyensis es una especie de araña del género Diores, familia Zodariidae. Fue descrita científicamente por Tucker en 1920.
Habita en Namibia, Botsuana, Zimbabue y Zambia.